# Aimer (chanteuse japonaise)
Pour les articles homonymes, voir Aimer.
Aimer (エメ, Eme, [eme]) est une chanteuse et parolière de musique pop japonaise affiliée au label Sacra Music et supervisée par agehasprings (ja). Son nom d'artiste vient de son surnom « Eme » (エメ), lui-même venant du verbe français « aimer ».

## Biographie

### Jeunesse
Aimer a commencé à composer des chansons avec un piano et une guitare, puis à écrire des paroles en anglais. À l'âge de 15 ans, elle a perdu sa voix à la suite d'un accident. Cependant, lorsqu'elle l'a récupérée, sa voix avait changé,.

### Carrière
Aimer a fait équipe avec le groupe Agehasprings, qui a travaillé avec divers artistes comme YUKI, Mika Nakashima, flumpool, Superfly, Yuzu et Genki Rockets. En 2011, sa carrière musicale a commencé sérieusement. En mai 2011, ils ont sorti l'album-concept Your favorite things (ja) qui est composé de reprises de nombreuses œuvres populaires, issues de divers genres tels que le jazz et la musique western country. La première reprise enregistrée était basée sur Poker Face de Lady Gaga, et était la première chanson à apparaître dans le classement des albums principaux de la catégorie jazz dans l'iTunes Store. L'album est apparu à la 2e place.
Le 7 septembre 2011, elle a fait ses débuts chez Defstar Records, avec la chanson Rokutōsei no yoru (ja), qui a été sélectionnée par Fuji TV comme ending de la série anime No. 6 de 2011. Rokutōsei no yoru a atteint la 9e place sur le classement de distribution de musique RekoChoku. Le deuxième single Re:pray/Sabishikute nemurenai yoru wa (ja) a été publié le 14 décembre 2011 et a atteint la 1er place sur le site de téléchargement de musique mora (en). La chanson Re:pray a été choisie comme le 29e ending de l'anime Bleach. Le single comprend également la reprise de Poker Face qu'elle a réalisé pendant sa période indépendante.
Le 22 février 2012, elle sort son troisième single, Yuki no furumachi/Fuyu no Diamond (ja), qui a pour thème « l'hiver » sur toutes les pistes. Le 11 mai 2012, Aimer a sorti un single numérique appelé Hoshikuzu Venus. Ce single devait être la chanson thème et la musique de fond du drama de Nozomi Sasaki, Koi nante zeitaku ga watashi ni ochite kuru no daro ka?. Cette série a été diffusée le 16 avril 2012. Le 15 août, Aimer a sorti son quatrième single, Anata ni deawanakereba: Kasetsu tōka/Hoshikuzu Venus (ja), qui comprenait une reprise de Breaking Up Is Hard to Do de Neil Sedaka. La première chanson de ce single, « Anata ni deawanakereba: Kasetsu tōka », est la chanson du générique de fin de la série d'animation de Fuji TV, Natsuyuki Rendez-vous.
Le 20 mars 2013, son cinquième single RE:I AM (ja) est publié, celui-ci est utilisé comme ending de l'avant-dernier épisode de Mobile Suit Gundam Unicorn. Selon une interview, le titre de la chanson « est une anagramme de [son] nom (Aimer), et a le sens de casser un mot et de le construire dans un autre ». Le huitième single d'Aimer, Brave Shine (ja), apparaît comme le deuxième opening de la série Fate/stay night: Unlimited Blade Works, et a été publié le 3 juin 2015. Une autre chanson, Last Stardust, est utilisée comme un insert song dans le 20e épisode de la série.
À l'automne 2016, Aimer sort son quatrième album studio daydream. Il comprend des collaborations avec des artistes tels que Taka (ONE OK ROCK), Yōjirō Noda (RADWIMPS), TK (Ling tosite sigure), chelly (EGOIST), Takahito Uchisawa (androp (en)), Hiroyuki Sawano, Sukima Switch et Mao Abe. Taka a également produit quatre nouvelles chansons pour cet album, tandis que TK en a composé deux. Il inclut également l'ending de la série Kabaneri of the Iron Fortress réalisé en collaboration avec chelly (EGOIST) et Hiroyuki Sawano et plus pour treize titres au total. La chanson Falling Alone a été utilisée comme piste principale et a été précédemment publié comme son 10e single digital servant d'aperçu pour l'album,.
Le 20 août 2016, Aimer a révélé son visage pour la première fois sur Music Station avec la chanson Chōchō musubi (ja). À la suite de l'annonce de son 4e album daydream, elle a interprété la chanson de l'ending de la 5e saison de la série anime Natsume yūjin-chō, Akane sasu (ja).
Le 5 janvier 2017, il a été annoncé qu'Aimer a écrit une chanson pour l'exposition culinaire japonaise Tabegamisama no fushigina resutoranten (食神さまの不思議なレストラン展) réalisée par le studio de divertissement multimédia Moment Factory. Plus tard, la sortie d'un nouveau single digital a également été indiquée pour le 10 février 2017, intitulé Kogoesōna kisetsu kara, celui-ci est utilisé comme opening pour le drama japonais Ubai ai, fuyu. Par la suite, ce n'est qu'à la date de leur publication, le 3 mai 2017, que les deux albums de compilation ont été révélées; ceux-ci sont intitulés Best Selection "blanc" et Best Selection "noir", et contiennent les chansons les plus célèbres des précédents albums d'Aimer mais aussi deux nouveaux singles.
Son 14e single Ref:rain/Mabayuibakari (ja), est publié le 21 février 2018; la chanson-phare est utilisée comme ending de la série d'animation de 2018, Koi wa ameagari no yō ni. Black Bird/Tiny Dancers/Omoide wa kireide (ja) est sorti le 5 septembre 2018; Black Bird est employé comme chanson thème pour l'adaptation cinématographique du manga Kasane, paru dans les salles japonaises le 7 septembre 2018.
Le 16e single d'Aimer I beg you/Hanabira-tachi no March/Sailing (ja) est sorti le 9 janvier 2019 ; Sailing sert de chanson thème pour le drama japonais de Fuji TV, Les Misérables: Owarinakitabi-ji (レ・ミゼラブル 終わりなき旅路, Re Mizeraburu Owarinakitabi-ji, litt. « Un voyage sans fin »), tandis que la chanson I beg you est utilisée pour le second film de Fate/stay night: Heaven's Feel, II. lost butterfly. Il s'est vendu à environ 31 000 exemplaires la première semaine, se classant ainsi premier du classement hebdomadaire de l'Oricon. Il s'agit également du premier des singles et albums d'Aimer à se classer premier depuis ses débuts en septembre 2011 ; Aimer est aussi la première chanteuse à être en tête du classement en cinq ans depuis Misaki Iwasa et son single Tomo no ura bojō (ja) sorti le 8 janvier 2014.
En janvier 2019, il a été annoncé qu'Aimer sortirait deux albums simultanément, Sun Dance et Penny Rain, le 10 avril 2019,.

## Discographie

### Singles
| no                                                      | Titre | Date de sortie   | Meilleure position de l'Oricon | Album                       |
| ------------------------------------------------------- | --- | ---------------- | ------------------------------ | --------------------------- |
| 1er                                                     | Rokutōsei no yoru/Kanashimi wa Aurora ni/Twinkle Twinkle Little Star (ja) (六等星の夜/悲しみはオーロラに/TWINKLE TWINKLE LITTLE STAR) | 7 septembre 2011 | 28                             | Sleepless Nights            |
| 2e                                                      | Re:pray/Sabishikute nemurenai yoru wa (ja) (Re:pray/寂しくて眠れない夜は)                                                             | 14 décembre 2011 | 41                             | Sleepless Nights            |
| 3e                                                      | Yuki no furumachi/Fuyu no Diamond (ja) (雪の降る街/冬のダイヤモンド)                                                                  | 23 février 2012  | 72                             | Sleepless Nights            |
|                                                         | Hoshikuzu Venus (星屑ビーナス) | 11 mai 2012      | —                              | Sleepless Nights            |
| 4e                                                      | Anata ni deawanakereba: Kasetsu tōka/Hoshikuzu Venus (ja) (あなたに出会わなければ～夏雪冬花～/星屑ビーナス)                           | 15 août 2012     | 26                             | Sleepless Nights            |
|                                                         | Viva La Vida | 21 novembre 2012 | —                              | Your favorite things (ja)   |
| 5e                                                      | RE:I AM EP (ja) | 20 mars 2013     | 6                              | Midnight Sun                |
|                                                         | Nemuri no mori (眠りの森) | 14 août 2013     | —                              | Midnight Sun                |
| 6e                                                      | StarRingChild EP (ja) | 21 mai 2014      | 3                              | Midnight Sun                |
| 7e                                                      | broKen NIGHT/holLow wORlD (ja) | 17 décembre 2014 | 9                              | DAWN                        |
|                                                         | Kimi wo matsu (君を待つ) | 22 février 2015  | —                              | DAWN                        |
| 8e                                                      | Brave Shine (ja) | 3 juin 2015      | 4                              | DAWN                        |
|                                                         | Live at anywhere | 6 juin 2015      | —                              |                             |
|                                                         | Brave Shine/broKen NIGHT | 29 juillet 2015  | 78                             | DAWN                        |
| 9e                                                      | ninelie EP (ja) | 11 mai 2016      | 9                              | daydream                    |
| 10e                                                     | insane dream/us (ja) | 6 juillet 2016   | 13                             | daydream                    |
| 11e                                                     | Chōchō musubi (ja) (蝶々結び) | 17 août 2016     | 10                             | daydream                    |
|                                                         | Falling Alone | 19 août 2016     | —                              | daydream                    |
| 12e                                                     | Akanesasu/everlasting snow (ja) (茜さす/everlasting snow)                                                                             | 16 novembre 2016 | 8                              | Best Selection "blanc" (ja) |
|                                                         | Kogoesōna kisetsu kara (凍えそうな季節から)                                                                                           | 10 février 2017  | —                              | Best Selection "noir" (ja)  |
| 13e                                                     | ONE/Hana no uta/Rokutosei no yoru Magic Blue ver. (ja) (ONE/花の唄/六等星の夜 Magic Blue ver.)                                        | 11 octobre 2017  | 2                              | Sun Dance & Penny Rain (ja) |
| 14e                                                     | Ref:rain/Mabayui bakari (ja) (Ref:rain/眩いばかり)                                                                                    | 21 février 2018  | 6                              | Sun Dance & Penny Rain (ja) |
| 15e                                                     | Black Bird/Tiny Dancers/Omoide wa kireide (ja) (Black Bird/Tiny Dancers/思い出は奇麗で)                                               | 5 septembre 2018 | 5                              | Sun Dance & Penny Rain (ja) |
| 16e                                                     | I beg you/Hanabira-tachi no March/Sailing (ja) (I beg you/花びらたちのマーチ/Sailing)                                                 | 9 janvier 2019   | 1                              | Sun Dance & Penny Rain (ja) |
|                                                         | Stand-Alone | 5 mai 2019       | —                              | À venir                     |
| "—" désigne les morceaux qui ne pouvaient être classés. | |                  |                                |                             |

### Albums

#### Albums studios
| Titre                                         | Détails de l'album | Meilleure position de l'Oricon | Certifications |
| --------------------------------------------- | --- | ------------------------------ | -------------- |
| Sleepless Nights                              | - Date de sortie : 3 octobre 2012 - Label : DefSTAR Records (DFCL-1930/1, DFCL-1918) - Formats : CD, CD+DVD, téléchargement numérique                           | 11                             |                |
| Midnight Sun                                  | - Date de sortie : 25 juin 2014 - Label : DefSTAR Records (DFCL-2068/9, DFCL-2070) - Formats : CD, CD+DVD, téléchargement numérique                             | 9                              |                |
| DAWN                                          | - Date de sortie : 29 juillet 2015 - Label : DefSTAR Records (DFCL-2150/1, DFCL-2152/3, DFCL-2154) - Formats : CD, CD+DVD, CD+Blu-ray, téléchargement numérique | 4                              |                |
| daydream                                      | - Date de sortie : 21 septembre 2016 - Label : SME Records (SECL-1983/4, SECL-1985/6, SECL-1987) - Formats : CD, CD+DVD, CD+Blu-ray, téléchargement numérique   | 2                              | Or             |
| Sun Dance & Penny Rain (ja) (édition limitée) | - Date de sortie : 10 avril 2019 - Label : SME Records (SECL-2409/13, SECL-2414/6, SECL-2417/9) - Formats : 2CD+2DVD, 2CD+2Blu-ray                              | [ 51 ]                         |                |
| Sun Dance (ja)                                | - Date de sortie : 10 avril 2019 - Label : SME Records (SECL-2420) - Formats : CD, CD+DVD, CD+Blu-ray, téléchargement numérique                                 | 3                              |                |
| Penny Rain (ja)                               | - Date de sortie : 10 avril 2019 - Label : SME Records (SECL-2421) - Formats : CD, CD+DVD, CD+Blu-ray, téléchargement numérique                                 | 2                              |                |

#### Compilations
| Titre                       | Détails de l'album | Meilleure position de l'Oricon | Certifications |
| --------------------------- | --- | ------------------------------ | -------------- |
| Best Selection "blanc" (ja) | - Date de sortie : 3 mai 2017 - Label : SME Records (SECL-2139/40, SECL-2141/2, SECL-2143) - Formats : CD, CD+DVD, CD+BD, téléchargement numérique | 3                              | Or             |
| Best Selection "noir" (ja)  | - Date de sortie : 3 mai 2017 - Label : SME Records (SECL-2144/5, SECL-2146/7, SECL-2148) - Formats : CD, CD+DVD, CD+BD, téléchargement numérique  | 4                              |                |

#### Mini-albums
| Titre                                      | Détails de l'album | Meilleure position de l'Oricon |
| ------------------------------------------ | --- | ------------------------------ |
| After Dark (ja)                            | - Date de sortie : 20 novembre 2013 - Label : DefSTAR Records (DFCL-2046) - Formats : CD, téléchargement numérique                    | 23                             |
| Dare ka, umi wo. EP (ja) (誰か、海を。 EP) | - Date de sortie : 3 septembre 2014 - Label : DefSTAR Records (DFCL-2079, DFCL-2080) - Formats : CD, CD+DVD, téléchargement numérique | 18                             |

#### Albums live
| Titre                                 | Détails de l'album                                                                                               | Meilleure position de l'Oricon |
| ------------------------------------- | --- | ------------------------------ |
| Aimer Live in Budōkan "blanc et noir" | - Date de sortie : 13 décembre 2017 - Label : SME Records (SEXL-104/5, SEXL-106) - Formats : Blu-ray+CD, Blu-ray | 5                              |

#### Albums de projet
| Type                    | Titre                                            | Détails de l'album | Meilleure position de l'Oricon |
| ----------------------- | ------------------------------------------------ | --- | ------------------------------ |
| Reprises                | Your favorite things (ja)                        | - Date de sortie : 11 mai 2011 - Label : DefSTAR Records - Formats : Téléchargement numérique                             | —                              |
| Reprises                | Bitter & Sweet (ja)                              | - Date de sortie : 12 décembre 2012 - Label : DefSTAR Records (DFCL-1960) - Formats : CD, téléchargement numérique        | 53                             |
| Collaboration           | UnChild                                          | - Date de sortie : 25 juin 2014 - Label : DefSTAR Records (DFCL-2071, DFCL-2072) - Formats : CD, téléchargement numérique | 10                             |
| Participation en direct | Mobile Suit Gundam Unicorn RE:0096 COMPLETE BEST | - Date de sortie : 26 octobre 2016 - Label : SME Records (SECL-2051) - Formats : CD+DVD                                   | 9                              |

## Clips
| Année | Titre                                                                     | Réalisateur                 | Production                 |
| ----- | ------------------------------------------------------------------------- | --------------------------- | -------------------------- |
| 2011  | Re:pray                                                                   | Takahiro Miki               | NC                         |
| 2012  | Yuki no furumachi                                                         | Go Matsuda Masakazu Fukatsu | NC                         |
| 2012  | Anata ni deawanakereba: Kasetsu tōka (あなたに出会わなければ～夏雪冬花～) | Tatsuya Murakami            | NC                         |
| 2012  | Rokutōsei no yoru: NO.6 Special Edit (六等星の夜 〜NO.6 SPECIAL EDIT〜)   | NC                          | NC                         |
| 2013  | RE:I AM                                                                   | Tsuyoshi Araki              | NC                         |
| 2013  | Kyōkara omoide (今日から思い出)                                           | Gaku Kinoshita              | NC                         |
| 2013  | words                                                                     | Tatsuya Murakami            | NC                         |
| 2014  | StarRingChild                                                             | Masakazu Fukatsu            | factory1994                |
| 2014  | Dare ka, umi wo                                                           | maxilla                     | maxilla                    |
| 2014  | broKen NIGHT                                                              | Tatsunori Sato              | 19-juke-                   |
| 2015  | Brave Shine                                                               | Ryohei Shingu               | 19-juke-                   |
| 2015  | Kimi wo matsu                                                             | Gaku Kinoshita              | 19-juke-                   |
| 2015  | Believe Be:leave                                                          | Tatsunori Sato              | NC                         |
| 2016  | ninelie                                                                   | biogon pictures inc.        | biogon pictures inc.       |
| 2016  | insane dream                                                              | Stephen Wayne Mallet        | Green Glow Films           |
| 2016  | us                                                                        | Masakazu Fukatsu            | NC                         |
| 2016  | Chōchō musubi                                                             | Shunji Iwai                 | Tamai Emi                  |
| 2016  | Falling Alone                                                             | bait                        | NC                         |
| 2016  | Kataomoi                                                                  | Kento Takahashi (dadab)     | I was a Ballerina co.,ltd. |
| 2016  | Stars in the rain                                                         | Satoshi Tani                | c.Ray                      |
| 2016  | everlasting snow                                                          | NC                          | NC                         |
| 2016  | Akanesasu                                                                 | NC                          | NC                         |
| 2016  | Polaris                                                                   | Gaku Kinoshita              | NC                         |
| 2016  | Nemuri no mori (眠りの森)                                                 | Gaku Kinoshita              | NC                         |
| 2017  | Kogoesōna kisetsu kara (凍えそうな季節から)                               | 19-juke-                    | 19-juke-                   |
| 2017  | March of Time                                                             | NC                          | NC                         |
| 2017  | zero                                                                      | Shūichi Tan                 | NC                         |
| 2017  | Kachoufugetsu Kachōfūgetsu (歌鳥風月)                                     | NC                          | NC                         |
| 2017  | Rokutōsei no yoru (六等星の夜)                                            | Emi Kobayashi               | NC                         |
| 2017  | ONE                                                                       | Takeshi Maruyama            | NC                         |
| 2017  | Hana no uta (花の唄)                                                      | Takahiro Miki               | NC                         |
| 2018  | Ref:rain                                                                  | Yūki Yamato                 | NC                         |
| 2018  | Mabayui bakari (眩いばかり)                                               | Masakazu Fukatsu            | NC                         |
| 2018  | Omoide wa kireide (思い出は奇麗で)                                        | Gaku Kinoshita              | NC                         |
| 2018  | Black Bird                                                                | NC                          | NC                         |
| 2018  | Hanabira-tachi no March (花びらたちのマーチ)                              | Hiroaki Yuasa               | P.I.C.S. Co., Ltd.         |
| 2019  | I beg you                                                                 | Takahiro Miki               | P.I.C.S. Co., Ltd.         |
| 2019  | 3min                                                                      | Satoshi Tsukamoto           | biogon pictures inc.       |
| 2019  | We Two                                                                    | Kosuke Sugimoto             | CHERRY + EPOCH             |
| 2019  | Monochrome Syndrome                                                       | Satoshi Tsukamoto           | biogon pictures inc.       |
| 2019  | Stand By You                                                              | Kyotarō Hayashi             | TETRAPOT FILMS             |

## Récompenses et nominations
| Année | Prix                           | Catégorie                  | Nomination/œuvre                                                  | Résultat   |
| ----- | ------------------------------ | -------------------------- | ----------------------------------------------------------------- | ---------- |
| 2013  | CD Shop Awards (en)            | Grand prix                 | Sleepless Nights                                                  | Nomination |
| 2015  | Music Jacket Awards (ja)       | Deuxième prix              | Dare ka, umi wo.                                                  | Lauréat    |
| 2015  | Newtype Anime Awards           | Meilleur indicatif musical | Brave Shine (utilisé dans Fate/stay night: Unlimited Blade Works) | Lauréat    |
| 2016  | Music Jacket Awards (ja)       | Grand prix                 | DAWN                                                              | Nomination |
| 2017  | CD Shop Awards (en)            | Sous-Grand prix            | daydream                                                          | Lauréat    |
| 2017  | Space Shower Music Awards (en) | Meilleure artiste          | Aimer                                                             | Nomination |
| 2018  | Space Shower Music Awards (en) | Meilleure artiste          | Aimer                                                             | Nomination |